# كونستانتين كلاين
كونستانتين كلاين (بالألمانية: Konstantin Klein) مواليد 21 مايو 1991 في برلين، هو لاعب كرة سلة ألماني. بدأ مسيرته الاحترافية في سنة 2007. يلعب مع تليكوم باسكتس بون في الدوري الألماني لكرة السلة كلاعب هجوم خلفي. يحمل الرقم 5. يبلغ طوله 6 قدم 1.5 بوصة (1.9 م). حقق المركز الثاني في الألعاب الجامعية الصيفية 2015.

## المسيرة الاحترافية
لعب مع ألبا برلين في الدوري الألماني في موسم 2010–2011، ثم لعب مع سكايلاينرز فرانكفورت من سنة 2012 إلى 2016، ثم لعب مع تليكوم باسكتس بون في الدوري الألماني في سنة 2016.

## الميداليات
| الميدالية | المسابقة                      |
| --------- | ----------------------------- |
| فضية      | الألعاب الجامعية الصيفية 2015 |

## روابط خارجية
- كونستانتين كلاين على موقع الاتحاد الدولي لكرة السلة (الإنجليزية)
- كونستانتين كلاين على موقع كرة السلة الأوروبية.كوم (الإنجليزية)
- كونستانتين كلاين على موقع ريلجم (الإنجليزية)